# Club Náutico Puerta del Lago
Puerta del Lago é uma equipe paraguaia que pratica a modalidade de beach soccer no país.

## História
Puerta del Lago foi campeão de beach soccer no paraguai, derrotou o Garden Club (com três gols de diferencia). E assim sendo o primeiro representante paraguaio na Copa  Libertadores de Futebol de Areia.
Em 2018, o Clube Náutico Puerta del Lago tornou-se o campeão do Beach Soccer Metropolitan, quando derrotou a Casa España, por 9 a 4 na final. E garantindo a sua vaga na Copa Libertadores de 2018, pela sugunda vez, organizada pela CONMEBOL.